# سرویس SameDay City فدکس
 سرویس SameDay City فدکس 
(به انگلیسی: FedEx SameDay City) سریعترین راه حمل و نقل محلی شرکت فدکس برای مشتریان است، که به افراد و کسب و کارهایی که به مدت زمان تحویل بسته ها حساس هستند، خدمات ارائه می دهد. رانندگان در گوشی های همراه خود برنامه ای را در اختیار دارند که وضعیت بسته را بر روی یک نقشه نشان می دهد و زمانهای تخمین زده شده را با هشدارهای تحویل به رانندگان اعلام می کند. 
با استفاده از FedEx SameDay City، مشتریان می توانند سرعت خدمات را به بهترین شکل ممکن با نیازهای خود انتخاب کنند، از جمله:
- (Priority service) خدمات اولویت: هفت روز هفته در دسترس است، بوسیله وانت و تحویل تا دو ساعت.
- (Standard service) خدمات استاندارد: دوشنبه تا جمعه. بوسیله وانت و تحویل تا چهار ساعت.
- (Economy service) خدمات اقتصادی: از دوشنبه تا جمعه. تحویل تا پایان روز.
- (Route service) سرویس عادی: یک سرویس سفارشی در همان روز برای وانت و تحویل به طور منظم
- FedEx SameDay City به مصرف کنندگان و کسب و کارها اجازه می دهد بوسیله راه حل های راحت و قابل اطمینان، به شبکه FedEx دسترسی داشته باشند و خدمات خود را انتخاب کنند.

FedEx SameDay City در 30 بازار زیر فعالیت می کند:

آتلانتا، آستین، بالتیمور، بوستون، شیکاگو، کلیولند، دالاس، فورت لادردیل، فورت ورث، دنور، دیترویت، هوستون، جکسونویل، لس آنجلس، ممفیس، میامی، مینیاپولیس-سنت پل، شهرستان نارنجی، اورلاندو، فیلادلفیا، ققنوس، رودخانه، ساکرامنتو، سن آنتونیو، سن دیگو، سانفرانسیسکو، سیاتل، سنت لوئیس، تمپا، ایالت واشینگتن. 